# Pero spectrata
Pero spectrata är en fjärilsart som beskrevs av Felder och Alois Friedrich Rogenhofer 1875. Pero spectrata ingår i släktet Pero och familjen mätare. Inga underarter finns listade i Catalogue of Life.